# Világvallások parlamentje
A világvallások parlamentje (angol: Parliament of the World's Religions) vagy vallások világparlamentje az összes főbb vallás képviselőinek találkozója a békés párbeszéd érdekében, amely különböző időközönként, különböző helyeken találkozik.
A világvallások parlamentje azért jött létre, hogy megteremtse a harmóniát a világ vallási és spirituális közösségei között, és elősegítse kapcsolatukat a világgal és annak vezető intézményeivel egy igazságos, békés és fenntartható világ megteremtése érdekében.
A vallások közötti harmónia előmozdítására törekszik, nem pedig az egységre. A parlamentnek az igazságos, békés és fenntartható világról alkotott elképzelése és elkötelezettsége megköveteli, hogy foglalkozzanak az emberiség előtt álló kritikus kérdésekkel.

## Összejövetelek
Először 1893-ban tartottak találkozót. Ezután csak 100 évvel később, 1993-ban ült össze a világvallások parlamentje másodszor.
|    | év   | kezdet        | vége          | helyszín                         |
| -- | ---- | ------------- | ------------- | -------------------------------- |
| 1. | 1893 | szeptember 11 | szeptember 27 | Chicago, Egyesült Államok        |
| 2. | 1993 | augusztus 28  | szeptember 4  | Chicago, Egyesült Államok        |
| 3. | 1999 | december 1    | december 8    | Fokváros, Dél-Afrika             |
| 4. | 2004 | július 7      | július 13     | Barcelona, Spanyolország         |
| 5. | 2009 | december 3    | december 25   | Melbourne, Ausztrália            |
|    | 2014 | törölve       | törölve       | Brüsszel, Belgium                |
| 6. | 2015 | október 15    | október 19    | Salt Lake City, Egyesült Államok |
| 7. | 2018 | november 1    | november 7    | Toronto, Kanada                  |
| 8. | 2021 | október 16    | október 18    | online                           |
| 9. | 2023 | augusztus 14  | augusztus 18  | Chicago, Egyesült Államok        |

## Történet
1893
Először 1893-ban Chicagóban ült össze. Ezen a megnyitó ünnepségen rengeteg személy képviselte a különféle felekezeteket és vallásokat. Mintegy több ezer ember érkezett Chicagóba a világ minden tájáról, így sok kisebb konferenciát, úgynevezett kongresszusokat tartottak. Néhányan a résztvevők közül:
- Virchand Gandhi tudós és jogász képviselte a dzsainizmust.[11]
- A Srí Lanka-i buddhista vezető, Anagarika Dharmapala a „déli buddhizmus” képviselőjeként kapott meghívást.
- Soyen Shaku, a zen képviselője Japánból érkezett.[12]
- Szvámi Vivekananda, hindu szerzetes képviselte az ind vallási gondolkodást és filozófiát (hinduizmus) [13][14]
- A kereszténységet többek közt G. Bonet Maury képviselte, aki Szvámi Vivekananda által meghívott protestáns egyháztörténész volt.
- Septimus J. Hanna képviselte a Keresztény Tudományt.
- Az iszlámot Mohammed Alexander Russell Webb, az iszlámra áttért amerikai, az Egyesült Államok volt konzulja képviselte.
- Henry Jessup képviselte a baháʼí hitet.[15] Azóta a bahá'íok aktív résztvevőivé váltak.[16]
- A Teozófiai Társaságot a társaság alelnöke, William Quan Judge és Annie Besant képviselte.
- A kínai vallásokat Pung Quang Yu képviselte.[17]
- Korabeli új vallási mozgalmak, például a spiritualizmus is képviseltette magát.

1993
1993-ban a Parlament a chicagói Palmer House szállodában ült össze. Több mint 8000 ember érkezett a világ minden tájáról, sokféle vallásból, hogy megbeszéljék, hogyan működhetnek együtt a vallási hagyományok a világ előtt álló kritikus kérdésekben. ] A főként a katolikus Hans Küng által kidolgozott "Towards a Global Ethic: An Initial Declaration" (A globális etika felé: kezdeti nyilatkozat) című dokumentum megadta az alaptémát a következő tíz napos megbeszéléshez. A nyitó ceremóniát többek közt Srí Csinmoj vezette, az ünnepi záróbeszédet a 14. Dalai Láma tartotta, amelyen Joseph Bernardin amerikai katolikus bíboros is részt vett.
2023
A 2023-as világvallások parlamentjének augusztus 14-től 18-ig a chicagói McCormick Place kongresszusi központ adott otthont.